# Silvana Mangano
Silvana Mangano (Roma, 21 aprile 1930 – Madrid, 16 dicembre 1989) è stata un'attrice italiana.
Tra le maggiori attrici del cinema italiano, per le sue interpretazioni ha ottenuto tre David di Donatello e tre Nastri d'argento.

## Biografia

### Esordi

Silvana Mangano in Riso amaro (1949) di Giuseppe De Santis

Nata a Roma nel popolare quartiere di San Giovanni, da Amedeo, un ferroviere siciliano originario di Petralia Soprana, e Ivy Webb, una casalinga inglese originaria di Croydon (oggi nella contea della Grande Londra), iniziò a seguire alcuni corsi di danza classica presso Jia Ruskaja e fu notata dal famoso costumista francese Georges Armenkov. Dopo qualche titubanza, decise di partire per la Francia, dove nel 1945 apparve come comparsa nel suo primo film: Le jugement dernier di René Chanas.
Ritornata in Italia, lavorò come indossatrice per l'atelier Mascetti. A soli 16 anni, grazie alla sua bellezza scultorea, fu eletta Miss Roma 1946 ma all'ultimo momento non si presentò al concorso di Miss Italia 1947. Il titolo fu vinto da Lucia Bosè e a quella storica edizione parteciparono anche Gianna Maria Canale (seconda), Gina Lollobrigida (terza) ed Eleonora Rossi Drago (esclusa prima della finale). La Mangano venne comunque notata dal regista Mario Costa e ottenne piccoli ruoli in alcune pellicole come Il delitto di Giovanni Episcopo (1947) di Alberto Lattuada, in cui apparve anche Gina Lollobrigida.

Nel frattempo seguì un corso di recitazione incontrandovi Marcello Mastroianni, il suo primo grande amore; a proposito la Mangano disse anni dopo: 

### Riso amaroe il successo internazionale
Appena diciottenne, fu scelta da Giuseppe De Santis per quello che sarebbe diventato un film manifesto del Neorealismo, Riso amaro (1949), accanto a Vittorio Gassman, Raf Vallone e Doris Dowling. L'attrice, presentatasi a un provino molto truccata e abbigliata in modo vistoso, fu scartata alla pari delle altre partecipanti; qualche tempo dopo, passeggiando per via Veneto a Roma incappò in De Santis: senza trucco, coi capelli bagnati e un aspetto dimesso colpì il regista, che la sottopose a un secondo provino e le affidò il ruolo della mondina Silvana Meliga.
Durante le riprese, nell'estate 1948, conobbe il produttore della pellicola Dino De Laurentiis. Lo straordinario successo del film, in patria e all'estero, la impose come sex symbol nazionale del dopoguerra: l'immagine fiera e indolente della mondina, con la maglietta attillata e le calze nere a mezza coscia, diverrà presto iconica.
Nel 1949 affiancò nuovamente Gassman ne Il lupo della Sila, e nel 1950 fu coprotagonista con Amedeo Nazzari de Il brigante Musolino. Forte di una fama già internazionale, ribattezzata dai rotocalchi "la Rita Hayworth italiana", la Mangano ricevette proposte da Hollywood e dal regista inglese Alexander Korda, presto rifiutate a vantaggio della vita privata e familiare; nel 1949 il matrimonio con Dino De Laurentiis, e negli anni seguenti tre figlie e un figlio: Veronica, Raffaella (futura produttrice), Federico e Francesca.

### Gli anni cinquanta e l'evoluzione dell'immagine

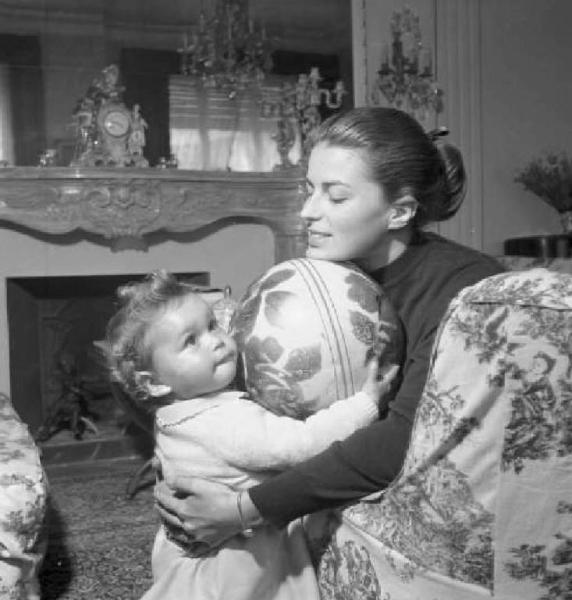
Silvana Mangano nella sua casa romana con una delle figlie. Fotografia di Federico Patellani (1954)

Allontanandosi gradualmente dalla fisicità erotica dei suoi primi ruoli, la Mangano divenne via via più selettiva nella scelta dei ruoli. Interpretò la cantante e ballerina di night-club che abbandona la vita notturna per prendere i voti, nel melò strappalacrime Anna (1951) di Alberto Lattuada, primo film italiano a incassare un miliardo di lire. In quel film ritrovò come co-protagonisti Vittorio Gassman e Raf Vallone e ballò il famoso El negro Zumbón, scena cui resero omaggio, molti anni dopo, Giuseppe Tornatore in Nuovo Cinema Paradiso e anche Nanni Moretti in Caro diario.
Nella sua prima produzione ad alto budget, Ulisse (1954) di Mario Camerini, tratto dall'Odissea di Omero, accanto ai divi hollywoodiani Kirk Douglas ed Anthony Quinn, interpretò sia Penelope sia Circe; fu poi di nuovo protagonista di un dramma sentimentale, la coproduzione italo-statunitense Mambo, diretta da Robert Rossen, in cui fu di nuovo affiancata da Vittorio Gassman. In seguito venne scelta da Vittorio De Sica per il ruolo della prostituta Teresa nel film a episodi L'oro di Napoli (1954), che le valse il suo primo Nastro d'argento.
Nonostante il successo di critica e di pubblico, già negli anni '50 annunciò più volte un precoce ritiro dalle scene, e finì per preferire l'agiata vita familiare ai ruoli da star nei kolossal prodotti dal marito (rifiutò ad esempio il ruolo della protagonista femminile in Guerra e pace, poi interpretato da Audrey Hepburn). 
Grande risalto giornalistico ebbero le riprese del film Uomini e lupi (1957), in cui Silvana Mangano tornò a essere diretta da Giuseppe De Santis (che diresse il film a quattro mani con Leopoldo Savona), accanto a Yves Montand e Guido Celano: durante una pausa della lavorazione, nelle montagne della Maiella in Abruzzo, fu assalita da uno dei lupi, sfuggito al domatore; Celano riuscì con coraggio a deviare l'aggressione dell'animale che fu poi abbattuto da un cacciatore della zona.
Fu ancora protagonista dei kolossal La tempesta (1958), tratto dal romanzo La figlia del capitano di Puskin in cui fu di nuovo diretta da Alberto Lattuada, e La diga sul Pacifico (1958), film di René Clément, tratto dal romanzo omonimo di Marguerite Duras, accanto ad Anthony Perkins, Alida Valli, Jo Van Fleet ed Yvonne Sanson. Alla fine del decennio, si prestò anche alla commedia, in La grande guerra (1959) di Mario Monicelli, con Alberto Sordi e Vittorio Gassman, e in Crimen (1960) di Mario Camerini.

### Gli anni sessanta: le commedie e i film d'autore

Silvana Mangano in un fotogramma del film Morte a Venezia (1971) di Luchino Visconti

Nel 1959 Federico Fellini le chiese di affiancare Mastroianni ne La dolce vita, nel ruolo che fu poi di Anouk Aimée, ma De Laurentiis fece sfumare la proposta. Fu invece a seguito del rifiuto di Gina Lollobrigida che la Mangano vestì i panni di una partigiana jugoslava in Jovanka e le altre (1960) di Martin Ritt, accettando di tagliare i capelli a zero, e guadagnandosi così la copertina della rivista statunitense Life, mentre l'anno successivo comparve nel poco fortunato Il giudizio universale (1961), diretta ancora da De Sica e accanto a Sordi.
Con l'interpretazione di Edda Ciano nel film storico Il processo di Verona (1962) di Carlo Lizzani, la Mangano diede nuovamente prova di notevoli capacità di interprete drammatica, guadagnandosi un Nastro d'argento e il David di Donatello alla miglior attrice. A seguire altre commedie in coppia con Sordi, La mia signora, Il disco volante (esordio di Tinto Brass) e la satira di costume Scusi, lei è favorevole o contrario?.
Sul set del film a episodi Le streghe (1967), che De Laurentiis le confezionò su misura immaginando un nuovo successo di cassetta, la Mangano fu diretta per la prima volta da Pier Paolo Pasolini e Luchino Visconti, registi che si riveleranno determinanti nelle scelte artistiche a venire. Per Pasolini fu Giocasta nell'Edipo re (1967), una madre borghese e disorientata in Teorema (1968), accanto a Massimo Girotti e Terence Stamp e, in un piccolo cameo non accreditato, la Madonna nel Decameron (1971).
Vinse ancora un David di Donatello per Lo scopone scientifico (1972), considerata tra le commedie più riuscite di Luigi Comencini, in cui fu affiancata da Alberto Sordi, Bette Davis, Joseph Cotten e Domenico Modugno, ma fu il ruolo della madre di Tadzio in Morte a Venezia (1971) di Visconti a sancire il mutamento d'immagine più significativo: immagine eterea di rarefatta bellezza, la Mangano non rassomiglia a nessuna delle sue precedenti caratterizzazioni. Nuovamente diretta dal regista milanese nella pellicola storica Ludwig (1973), per Visconti accettò con coraggio d'interpretare una donna chiassosa e volgare in Gruppo di famiglia in un interno (1974).

### Gli ultimi anni

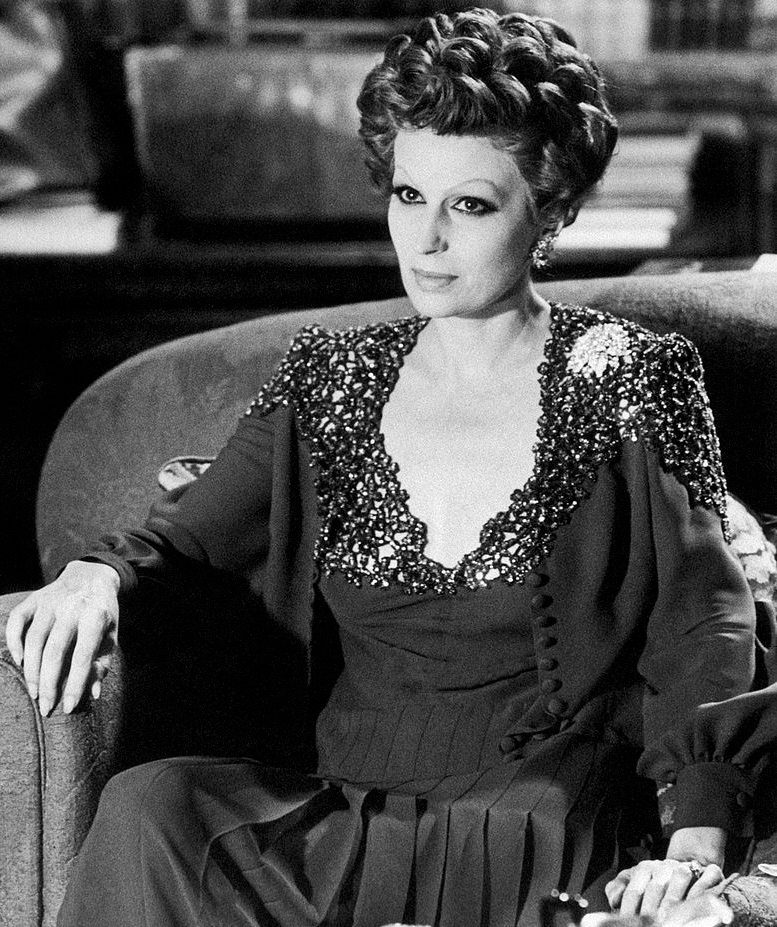
Silvana Mangano nel 1974 sul set del film Gruppo di famiglia in un interno di Luchino Visconti

A fare da contrappunto al successo professionale, vi furono difficoltà nella vita privata. Di carattere distaccato anche nei rapporti con i familiari, in più interviste lasciò trasparire imbarazzo per il suo aspetto fisico, e spesso lamentò persistenti disturbi d'insonnia. La morte del figlio venticinquenne Federico (avvenuta il 15 luglio 1981 per un incidente aereo in Alaska) aggravò uno stato depressivo latente.
Nel 1983 fu ufficializzata la separazione da De Laurentiis, e poco dopo le fu diagnosticato un tumore allo stomaco; già ritiratasi a vita privata da dieci anni, apparve brevemente solo in Dune (1984) di David Lynch, complice la richiesta della figlia Raffaella, produttrice, accettò un ultimo ruolo accanto a Marcello Mastroianni nel capolavoro di Nikita Michalkov Oci ciornie (1987) e apparve come comparsa non accreditata nel film horror Slugs - Vortice d'orrore del 1988, anch'esso prodotto dalla figlia e girato in Spagna. 
Il 4 dicembre 1989, con l'aggravarsi del cancro, si rese necessario un intervento al mediastino, eseguito alla clínica La Luz di Madrid, dove viveva con la figlia Francesca; al termine dell'operazione  seguí un arresto cardiaco e il coma; morì il 16 dicembre, alle 2:10 nella notte tra venerdì e sabato, a 59 anni. Dopo il funerale le sue ceneri furono portate a Pawling, vicino a New York, per essere sepolte nel Pawling Cemetery, accanto al figlio Federico. Una messa di suffragio fu celebrata a Roma il 19 dicembre nella basilica di San Sebastiano fuori le mura.

## Filmografia

Silvana Mangano insieme a Vittorio Gassman e Alberto Sordi sul set del film La grande guerra (1959) di Mario Monicelli

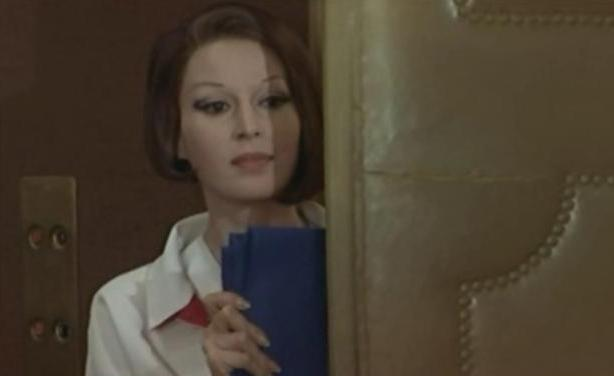
Silvana Mangano in Scusi, lei è favorevole o contrario? (1966) di Alberto Sordi

- Le jugement dernier, regia di René Chanas (1945)
- L'elisir d'amore, regia di Mario Costa (1946)
- Il delitto di Giovanni Episcopo, regia di Alberto Lattuada (1947)
- Gli uomini sono nemici, regia di Ettore Giannini (1948)
- Follie per l'opera, regia di Mario Costa (1948)
- Cagliostro/Gli spadaccini della serenissima (Black Magic), regia di Gregory Ratoff (1949)
- Riso amaro, regia di Giuseppe De Santis (1949)
- Il lupo della Sila, regia di Duilio Coletti (1949)
- Il brigante Musolino, regia di Mario Camerini (1950)
- Anna, regia di Alberto Lattuada (1951)
- Il più comico spettacolo del mondo, regia di Mario Mattoli (1953) – non accreditata
- Mambo, regia di Robert Rossen (1954)
- Ulisse, regia di Mario Camerini (1954)
- L'oro di Napoli, regia di Vittorio De Sica (1954)
- Uomini e lupi, regia di Giuseppe De Santis e Leopoldo Savona (1957)
- La diga sul Pacifico (This Angry Age), regia di René Clément (1958)
- La tempesta, regia di Alberto Lattuada (1958)
- La grande guerra, regia di Mario Monicelli (1959)
- Jovanka e le altre, regia di Martin Ritt (1960)
- Crimen, regia di Mario Camerini (1961)
- Il giudizio universale, regia di Vittorio De Sica (1961)
- Barabba, regia di Richard Fleischer (1961)
- Una vita difficile, regia di Dino Risi (1961) - cameo
- Il processo di Verona, regia di Carlo Lizzani (1963)
- La mia signora, regia di Mauro Bolognini, Tinto Brass e Luigi Comencini (1964)
- Il disco volante, regia di Tinto Brass (1964)
- Io, io, io... e gli altri, regia di Alessandro Blasetti (1966)
- Scusi, lei è favorevole o contrario?, regia di Alberto Sordi (1966)
- Le streghe, regia di Mauro Bolognini, Vittorio De Sica, Pier Paolo Pasolini, Franco Rossi e Luchino Visconti (1967)
- Edipo re, regia di Pier Paolo Pasolini (1967)
- Capriccio all'italiana, episodi La bambinaia di Mario Monicelli, Perché? di Mauro Bolognini e Viaggio di lavoro di Pino Zac (1968)
- Teorema, regia di Pier Paolo Pasolini (1968)
- Scipione detto anche l'Africano, regia di Luigi Magni (1971)
- Morte a Venezia, regia di Luchino Visconti (1971)
- D'amore si muore, regia di Carlo Carunchio (1972)
- Lo scopone scientifico, regia di Luigi Comencini (1972)
- Ludwig, regia di Luchino Visconti (1972)
- Gruppo di famiglia in un interno, regia di Luchino Visconti (1974)
- Dune, regia di David Lynch (1984)
- Oci ciornie, regia di Nikita Michalkov (1987)
- Slugs - Vortice d'orrore (Slugs, muerte viscosa), regia di Juan Piquer Simón (1988) – non accreditata

## Riconoscimenti
- David di Donatello
  - 1963 – Migliore attrice protagonista per Il processo di Verona
  - 1967 – Migliore attrice protagonista per Le streghe
  - 1973 – Migliore attrice protagonista per Lo scopone scientifico
  - 1988 – Candidatura alla migliore attrice non protagonista per Oci ciornie

- Nastro d'argento
  - 1955 – Migliore attrice protagonista per L'oro di Napoli
  - 1958 – Candidatura alla migliore attrice protagonista per Uomini e lupi
  - 1958 – Candidatura alla migliore attrice protagonista per La diga sul Pacifico
  - 1964 – Migliore attrice protagonista per Il processo di Verona
  - 1972 – Migliore attrice non protagonista per Morte a Venezia
  - 1974 – Candidatura alla migliore attrice non protagonista per Ludwig
  - 1975 – Candidatura alla migliore attrice protagonista per Gruppo di famiglia in un interno
  - 1988 – Candidatura alla migliore attrice non protagonista per Oci ciornie

- Ciak d'oro
  - 1988 – Candidatura alla migliore attrice non protagonista per Oci ciornie

- Grolla d'oro
  - 1963 – Miglior attrice per Il processo di Verona
  - 1967 – Miglior attrice per Le streghe

## Doppiatrici italiane
- Lydia Simoneschi in: Riso amaro (dialoghi), Il lupo della Sila, Il brigante Musolino, Anna (dialoghi), Mambo, Ulisse, Uomini e lupi, La diga sul Pacifico, La tempesta
- Flo Sandon's in Anna (canto)
- Maria Pia Di Meo in Barabba (solo alcune sequenze)